# José António Lozano
José António Lozano García, nacido en La La Coruña en 1967, es un profesor y escritor gallego.

## Trayectoria
Profesor de Filosofía en la enseñanza secundaria. Perteneció al grupo Hedral. Hizo estudios sobre el filósofo portuense José Marinho. Colabora en la revista digital Palavra Comum.

## Obras
- Obscura Anatólia, Urutau, 2020. Poesía[2]

### Obras colectivas
- "O pêndulo" en Fogo Cruzado, 1989 (con el seudónimo Jorge Mário Novais).
- "Retrato antigo: pinturas e superfícies", en Relatos, Edicións Laiovento, 1995
- "Porco Transgénico", en el libro conmemorativo de los 10 años del premio Manuel Murguia, 2002.[3]
- "Nocturnos indígenas" en 7 Poetas, 1995.
- "A aranha de Sidney" en A secreta melancolía da garza, Editorial Galaxia, 2019[4]

## Premios
- Finalista del Premio de poesía O Facho, 1988.
- Certamen Manuel Murguía de narracións breves 1993, por Retrato antiguo: pinturas e superfícies, ex-aequo con Xavier Alcalá.
- 3º premio en el Certamen Manuel Murguía de narraciones breves 2016, por A Aranha de Sidney.
- Finalista Prémio Literário Glória de Sant'Anna 2021.